# 福岡藩

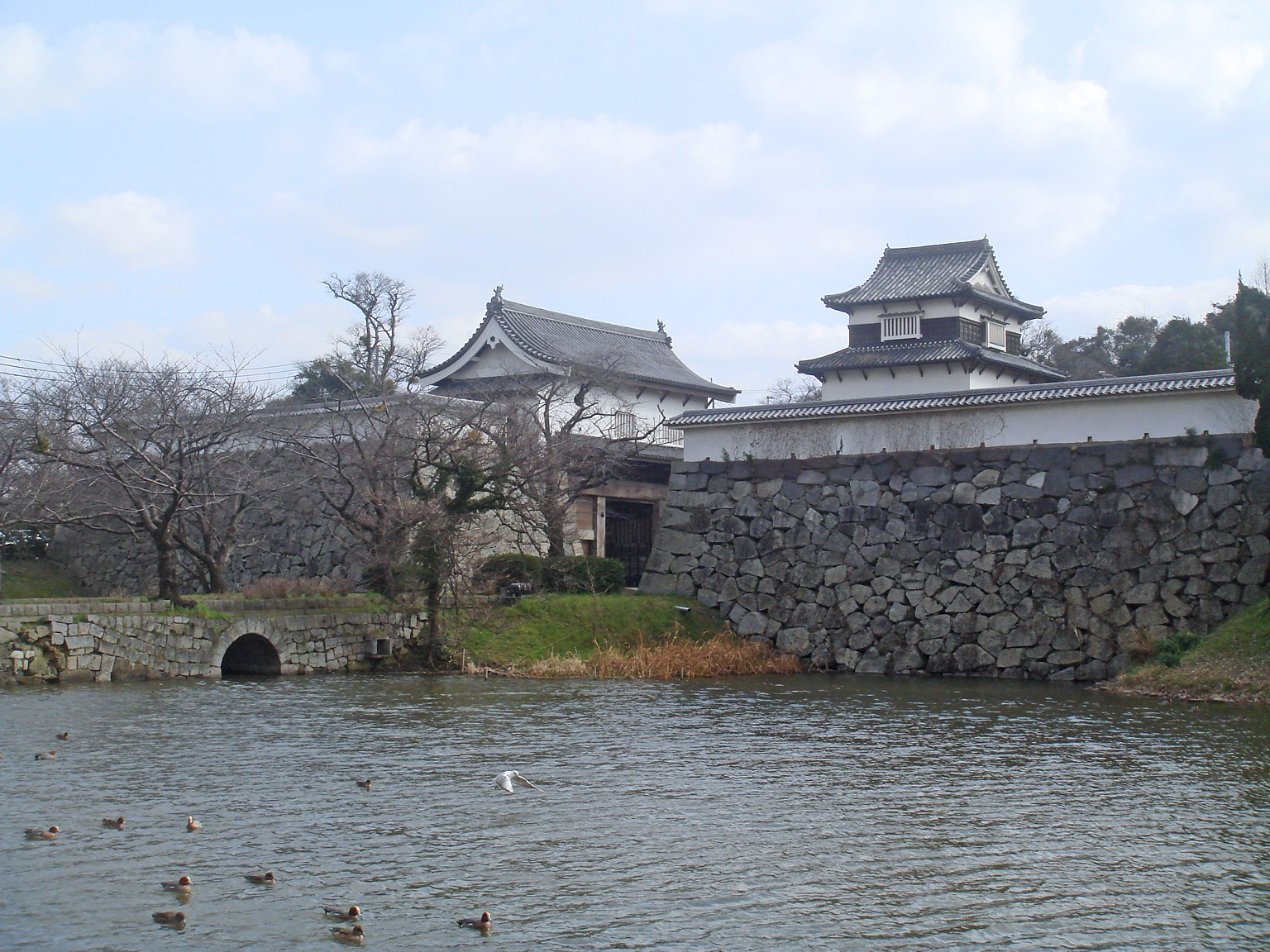
舞鶴公園 福岡城下の橋大手門

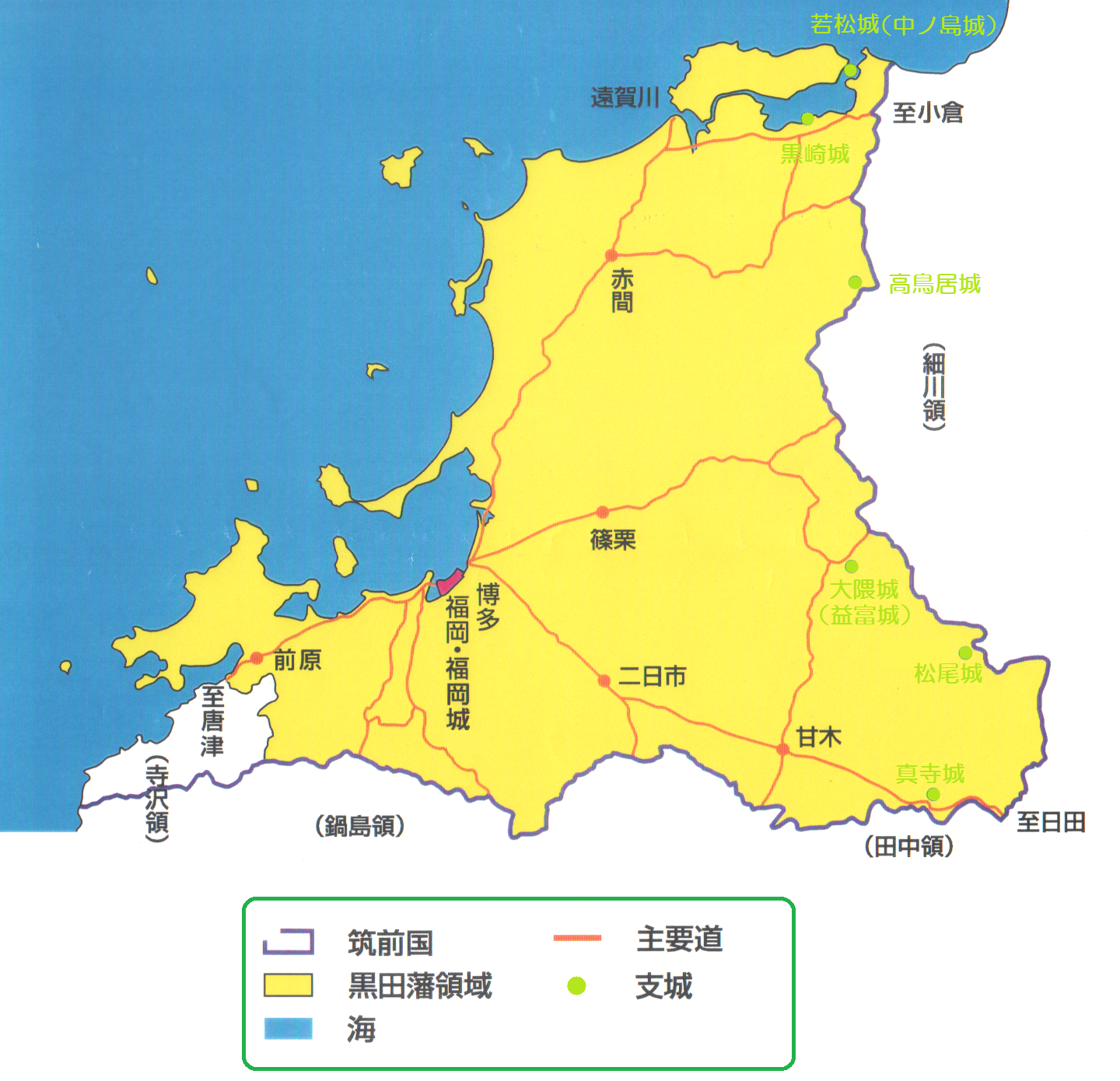
福岡藩領域図（慶長期）

福岡藩（ふくおかはん）は、江戸時代に筑前国のほぼ全域を領有した大藩。筑前藩とも呼ばれる。藩主が黒田氏であったことから黒田藩という俗称もある。藩庁は福岡城（現在の福岡県福岡市）に置かれた。歴代藩主は外様大名の黒田氏。支藩として秋月藩、また一時、東蓮寺藩（直方藩）があった。

## 略史
慶長5年（1600年）関ヶ原の戦いの功により、筑前の一部を領有していた小早川秀秋が備前国岡山藩に移封となった。代わって豊前国中津藩主の黒田長政が、同じく関ヶ原の戦功により、筑前一国一円52万3千余石の大封を与えられたことにより、当藩が成立した。国主、本国持の大名家である。
2代・忠之以降の歴代藩主に、松平の名字と将軍実名一字を授与（偏諱）された。江戸城内の席次は大広間松の間、9代斉隆以降、大廊下上之部屋。松平筑前守黒田家として幕末に至る。
寛永18年（1641年）に江戸幕府より、参勤交代の江戸在府期間を通常の2年のうち1年から、2年のうち約3か月に免じる代わりに、佐賀藩と1年交代で、幕府領である長崎の警備を命じられ、藩財政の重い負担となった。この長崎警護の役目は幕末まで課せられた。
筑前入府当初の居城は、小早川氏と同じ戦国武将立花鑑載が築城した名島城であったが、手狭であり交通にも不便であったため、慶長6年（1601年）から慶長11年（1606年）までの約6年をかけて、新たに広大な城郭・福岡城（別名：舞鶴城・石城）を築城した。同時に領内に於いて、不仲である細川家を警戒し（農民の逃散など）、福岡藩と小倉藩の藩境に筑前六端城（益増城、鷹取城、左右良城、黒崎城、若松城、小石原城）を築き、黒田八虎で筆頭重臣の栗山利安、井上之房を始めとする家臣らが城主となる。なお、長政は質素倹約を旨とする父の藩祖・黒田如水の教えにより藩内には豪壮な別邸屋敷、大名庭園などは築庭しなかった。黒田家は6代藩主継高が隠居屋敷、数寄屋庭園の友泉亭（現・友泉亭公園）を建立した程度である。
2代藩主忠之は、父・長政の遺言により弟の長興に筑前秋月藩5万石、高政に筑前直方藩4万石を分知した。これにより石高は43万3千余石となった。忠之の時代には自身が原因を作った黒田騒動と呼ばれる御家騒動が起きた。改易の危機であったが、重臣の栗山利章（大膳）の働きで、形式的には「治世不行き届きにより一旦所領は収公するが、父や祖父の忠勤戦功に対し特別に旧領をそのまま与える」形で実質的に旧領安堵となっている。
3代藩主光之は、藩儒貝原益軒に命じて黒田家正史の『黒田家譜』を編纂させた。それまでの保守的な重臣を遠ざけて新参の鎌田昌勝や立花実山を家老として新たに登用し、藩士の序列統制や幕末まで続く福岡藩の政治体制を整えたといえる。
4代藩主綱政は、東蓮寺藩主から福岡藩主となった。第二の黒田騒動と呼ばれる御家騒動が起きる。
5代藩主宣政は、生来病がちであり領地筑前に中々入ることができず、叔父の直方藩主・黒田長清が代理として藩政を助けた。
6代藩主継高は、直方藩より本藩の養嗣子となったため直方藩は廃藩となった。このため所領4万石は福岡藩に還付され、石高は47万3千余石となり廃藩置県までこれが表高となった。藩祖孝高の血統としては最後の藩主。
7代藩主治之は、御三卿・一橋徳川家からの婿養子で、8代将軍徳川吉宗の孫にあたる。養父の継高は黒田一門、重臣達と協議の上、福岡藩の永続を優先に考え、徳川家から養子を迎えた。
8代藩主治高は、婿養子（末期養子）として多度津藩・京極氏から迎えたが早世し、妻子も無く1代限りの藩主であった。
9代藩主斉隆は、御三卿・一橋徳川家からの婿養子。11代将軍徳川家斉は同母で実兄である。天明4年（1784年）に修猷館（しゅうゆうかん）、甘棠館（かんとうかん）の藩校2校を興した。そのうち修猷館は福岡県立修猷館高等学校として現在も福岡県教育の主導的地位を誇っている。
10代藩主斉清は、江戸時代後期、蘭癖大名として世に知られ、肥前長崎の黒田家屋敷に何度も往来して見聞を広げている。
11代藩主長溥は、薩摩藩・島津氏からの養継嗣。正室は斉清息女、純姫。父や養父と同じく蘭癖大名であった。
12代藩主・初代知事長知は、伊勢津藩・藤堂氏からの養継嗣。能楽を好み、多くの能楽師達を支援した。最後の筑前福岡藩藩主。初代福岡知藩事となった。は贋札事件により廃藩置県に先立って解任。
2代知事有栖川宮熾仁親王は、解任された長知に代わって最後の知藩事に就任。まもなく廃藩置県を迎える。

### 幕末
幕末には、慶応元年（1865年）当初、第一次長州征討中止の周旋に奔走した筑前勤王党（尊皇攘夷派）を主とする勤王派が主力を占めた。勤王派は同時に三条実美ら五卿を説得して太宰府に移したことで尊皇攘夷の雄藩の一角とされるようになったが、その事を藩主である黒田長溥が幕府に責められていた。さらに犬鳴谷に建設されていた犬鳴御別館が藩主を幽閉するための物と噂され、謀反の疑いがかけられた。そして幕府が第二次長州征討を決定した結果、勤王派の周旋は否定され、藩論が佐幕に傾いた。勤王派の多くが逮捕され、家老・加藤司書をはじめ7名が切腹、月形洗蔵ら14名が斬首、野村望東尼ら15名が流刑となった乙丑の獄により、筑前勤王党は壊滅した。
その後、慶応4年（1868年）の王政復古で再び勤王派の巻き返しがあり藩論を掌握した。
明治3年（1870年）、日田県知事松方正義が福岡藩士による太政官札贋造事件を告発。その後の明治政府の調査の結果、松方の告発が事実で福岡藩首脳部も関与していた事実が判明した。このため明治4年7月2日（1871年8月17日）、12代・長知は知藩事を解任、後任には黒田家と縁のある有栖川宮熾仁親王が就任したが、廃藩置県までの12日間に過ぎなかった。知藩事は政府から任命された地方行政官職に過ぎず、法制上世襲ではない。ただ、実際には知藩事の世襲を政府が拒否した事例はなかったことから唯一の知藩事が世襲されなかったケースとなった。この際に事件に関わった最高幹部である大参事立花増美・矢野安雄、権大参事小河愛四郎、小参事徳永織人・三隅伝八の5名が実行犯として処刑され、10人以上が閉門や流罪などにされている。長知一族は福岡を離れ、東京に移住した。
その後、廃藩置県により福岡県となった。

## 明治以降の藩の記録・回想など
明治17年（1884年）、長知の子である黒田長成は新政府の華族令により侯爵を叙爵し、華族に列した。その息子の長礼は閑院宮茂子女王の降嫁を迎えた。
明治時代中頃から始まった福岡士族・江島茂逸による福岡藩の記録編纂にあたり、江島は高杉晋作について、故郷長州でもまだまとまった伝記が出されていなかった明治26年（1893年）に『高杉晋作伝入筑始末』を著し、東京の出版社から世に出して晋作伝の第一号となっている。明治時代末期から大正時代に近代化の達成が意識されると、藩が明治維新にいかに貢献したかの観点が重視された。編纂事業は江島から長野誠に引き継がれ、福岡藩は「征長解兵」「五卿送迎」「薩長和解」といった福岡藩の果たした役割を「維新起源」として強調している。
戦前の教育においては勤王志士が賛美され、長溥など藩主は愚昧と喧伝された。

## 歴代藩主
黒田家（宗家）
外様 52万3千余石→43万3千余石→47万3千余石 （1600年 - 1871年）
1. 長政
2. 忠之
3. 光之
4. 綱政
5. 宣政
6. 継高
7. 治之
8. 治高
9. 斉隆
10. 斉清
11. 長溥
12. 長知

有栖川宮家
大藩 47万3千余石 （1871年）
1. 有栖川宮熾仁親王

## 支藩
- 秋月藩
- 東蓮寺藩

## 大老
- 三奈木黒田家（筑前三奈木領1万6205石・重臣筆頭）藩大老職世襲。代々、通称・三左衛門、美作、黒田播磨の名を世襲。

三奈木黒田家は荒木村重の家臣であった加藤重徳の次男、黒田一成（黒田孝高の養子、幼名・玉松）を祖とする。加藤重徳は、黒田官兵衛孝高が有岡城の戦いで荒木村重に捕らえられ監禁された際、その牢番を務め、有岡城落城に際して孝高を救ったことから、重徳の二男の一成が黒田家に預けられ、孝高の子黒田長政と兄弟のように育てられ黒田姓を授けられた。幕末の黒田溥整（一葦）は議弟の加藤図書とともに藩内の勤王派として活躍した。
代々当主は、一成＝一任(*)－一貫(*)－一春＝一利－一誠－一興＝隆庸(*)＝清定(*)－溥整(*)＝一美＝一雄＝一義
維新後は黒田家筆頭家臣として溥整の維新時の功により明治33年に黒田一義が男爵となり、華族に列した。 
（*2代・黒田一任は、久野重時と初代・黒田一成の娘との間に生まれた子、すなわち一成の外孫にあたる。）
（*3代・黒田一貫は黒田長興の娘婿。子には4代・黒田一春のほか、鶴子（野村祐春室）がおり、鶴子の次男が黒田長貞である。）
（*8代・黒田隆庸、9代・黒田清定、10代・黒田溥整の三名は藩主の黒田斉隆・黒田斉清・黒田長溥より偏諱を受けている。）

## 中老
- 野村家（筑前飯塚領6000石・重臣）筑前福岡藩、藩中老職世襲。

```
野村祐勝
（太郎兵衛、
母里友信
の実弟、友信とともに
黒田二十四騎
の一人）―
祐直
（市右衛門・大学）―
祐隆
（太郎兵衛）―
祐良
（太郎兵衛）―
祐春
（太郎兵衛）(*)
```

（*野村祐春：弟の野村祐明（太郎兵衛）は黒田宣政期の家老。妻の鶴子（黒田一貫の娘）との間の子に黒田長貞（次男）らがいる。）
- 加藤家(1000石→2000石→3000石→3800石→2800石・重臣)筑前福岡藩、藩中老職世襲。代々、又左衛門、内匠、半之丞を世襲。

加藤吉成(大老・黒田一成の実兄、元小西行長家臣)
有岡城の戦い（荒木村重の謀反）で捕らえられた藩祖・黒田孝高の世話をした加藤重徳の功績により、主君・小西行長亡き後、福岡藩に迎え入れられ、既に隠居していた重徳に代わり嫡男の吉成が中老職に列せられた。幕末の徳成（司書）は勤皇志士として著名。
吉成―成忠＝重成＝重直―重賢―重武―彌中―徳隣―徳裕＝※徳蔵＝徳成＝徳行
(※徳蔵は三奈木黒田家からの婿養子、天保11年に家督を加藤家の嫡男の徳成に譲り、実家に復籍し三奈木黒田家の家督を継いだ)

## 幕末の領地

### 福岡藩
- 筑前国
  - 糟屋郡 - 85村
  - 宗像郡 - 60村
  - 遠賀郡 - 85村
  - 鞍手郡 - 68村
  - 上座郡 - 34村
  - 御笠郡 - 57村
  - 那珂郡 - 70村
  - 席田郡 - 9村
  - 早良郡 - 53村
  - 志摩郡 - 48村
  - 穂波郡のうち - 59村（残部はすべて秋月藩領。以下同）
  - 嘉麻郡のうち - 43村
  - 下座郡のうち - 33村
  - 夜須郡のうち - 16村
  - 怡土郡のうち - 24村

明治維新後に、嘉麻郡20村（秋月藩領）、後志国久遠郡、奥尻郡が加わった。

### 秋月藩
- 筑前国
  - 穂波郡のうち - 2村（残部は全て福岡藩領。以下同）
  - 嘉麻郡のうち - 20村（福岡藩に編入）
  - 下座郡のうち - 11村
  - 夜須郡のうち - 38村

## 藩邸

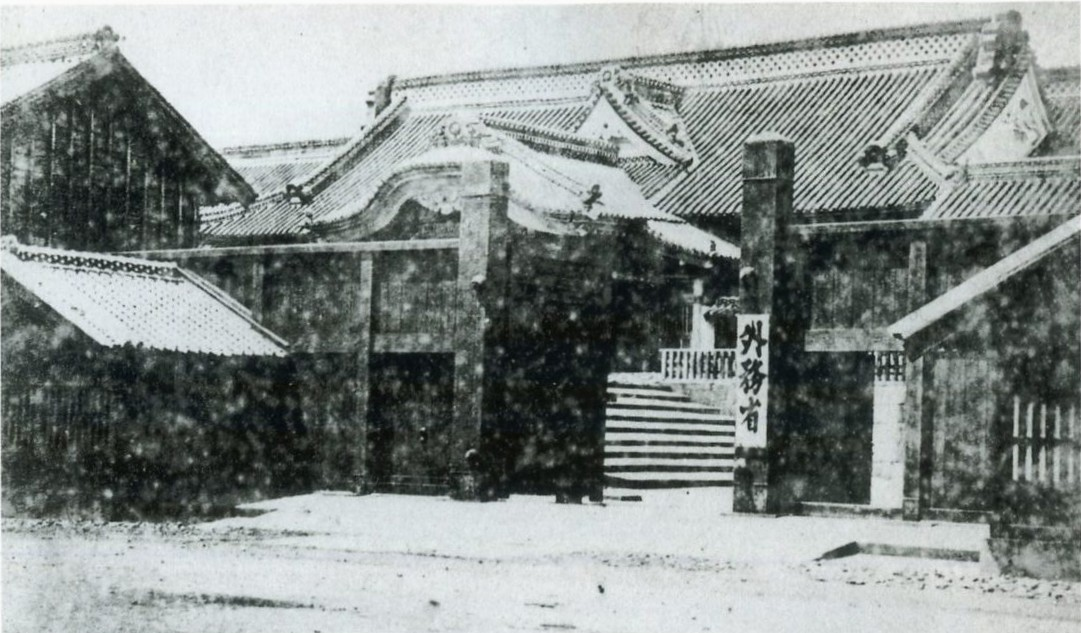
明治初期に外務省庁舎として使われた頃の福岡藩江戸屋敷

江戸藩邸は、外桜田に上屋敷があった（現在の外務省庁舎の位置、千代田区霞が関2丁目2番）。「桜田屋敷」と呼ばれ、北側に隣接する芸州浅野家の上屋敷との間に見晴らしの良い坂があり、江戸霞ヶ関の名所とされ歌川広重が『名所江戸百景』中の「霞かせき」に描いた。『江戸図屏風』では、広島藩邸の後ろに福岡藩邸が描かれ、屋敷にたなびく雲で霞を表現している。あるいは江戸末期に庶民が描いた泥絵（どろえ）にも記録された。
明治に入ると創設されたばかりの外務省初代庁舎に転用され、明治3年（1870年）に銀座の仮庁舎から移転されたが、1877年（明治9年）2月1日に焼失した。最後まで残った海鼠壁の長櫓（ながやぐら）は旧国宝に指定されながら、太平洋戦争時の空襲で被災し失われた。尚、現在も外務省外周に当時の石垣が残り、藩屋敷の面影を伝える。巨大な鬼瓦（雲紋瓦）は常時、東京国立博物館に屋外展示してある。
他に赤坂に中屋敷、渋谷と白金に下屋敷、郊外には御鷹屋敷、深川に蔵屋敷があった。秋月藩江戸屋敷の表門は、東京よみうりランドに移築して保存してある。
長崎、京都、大坂にも屋敷があり、そのうち中ノ島にあった黒田家蔵屋敷の表門は、天王寺公園内大阪市立美術館の横に移築保存されている。

## 藩校
- 西学問稽古所・甘棠館（1784年 - 1798年）
- 東学問稽古所・修猷館（1784年）→福岡県立修猷館高等学校
- 江戸学問所（1784年・江戸）
- 文武館（1868年）

## 菩提寺・縁寺社
- 福岡県福岡市
  - 崇福寺、臨済宗大徳寺派
  - 光雲神社、黒田孝高、長政親子を祀る神社[32]
  - 東長寺、真言宗九州本山
  - 円応寺、浄土宗黒田孝高正室、光（照福院）開基
  - 薬王密寺東光院（現在は建物のみ保存、廃寺となっている。仏像は福岡市美術館に収蔵された。）
  - 少林寺、黒田長政正室、栄姫墓所他
- 京都府京都市
  - 大徳寺、塔頭龍光院
  - 報恩寺、浄土宗 黒田長政、如水の位牌寺
  - 報土寺、浄土宗 孝高正室（照福院）墓所
  - 建仁寺、塔頭両足院
- 東京都
  - 祥雲寺、福岡藩黒田家江戸菩提寺、黒田長政遺髪塔墓碑など（渋谷区指定史跡）大徳寺派蝕頭
  - 正光院、山号瑠璃山、黒田忠之建立、位牌寺
  - 天真寺、黒田斉清、宣政の墓所
  - 天徳院、黒田家関係者墓所
  - 青山霊園、黒田家墓所
- 兵庫県姫路市
  - 心光寺 (姫路市)、黒田職隆、孝高の位牌寺
  - 廣峯神社、境内社官兵衛神社
- 岡山県瀬戸内市
  - 妙興寺、黒田重隆墓所
- 和歌山県
  - 高野山奥の院、黒田家菩提所（複数）
  - 高野山常喜院、黒田家位牌寺
  - 高野山赤松院、黒田家位牌寺
  - 高野山正智院、黒田家、薩摩島津家位牌寺

## 関連作品
戦国時代から江戸時代の黒田家を舞台にした劇場映画
- 『栗山大膳』 1936年作品。日活配給。
  - 監督：池田富保　出演：大河内傳次郎、黒川弥太郎
- 『博多どんたく』 1948年作品。大映配給。
  - 監督：丸根賛太郎 出演：阪東妻三郎、入江たか子
- 『黒田騒動』 1956年作品。東映配給。
  - 監督：内田吐夢 出演：片岡千恵蔵、大友柳太朗
- 『御存知黒田ぶし決戦黒田城』 1960年作品。新東宝配給。
  - 監督：加戸野五郎 出演：嵐寛寿郎、伊達正三郎
- 『乞食大将』 1964年作品。大映配給。
  - 監督：田中徳三 出演：勝新太郎、藤由紀子
  - 城井谷の乱（中津時代の黒田家による城井鎮房謀殺事件）を描いた異色作。

歌舞伎
- 『博多小女郎波枕』
- 『しらぬい譚』

演劇
- 『粟山大膳 黒田騒動』、帝国劇場（大正7年6月）[33]

テレビドラマ
- 『十時半睡事件帖』 1994年9月 - 1995年3月、NHK金曜時代劇
  - 出演：島田正吾、池内淳子
- 『軍師官兵衛』 2014年、NHK大河ドラマ
  - 出演：岡田准一、竹中直人、他

書籍
- 春日光広『博多風雲録』集英社ビジネスジャンプ、全5巻、1989年
- 葉室麟『月神』 角川春樹事務所、2013年
- 葉室麟『鬼神の如く～黒田叛臣伝～』新潮社、2015年